# JIC
JIC (zkratka z Jihomoravské inovační centrum) je české zájmové sdružení právnických osob, které se zaměřuje na podporu inovačního podnikání a komerčního využití výzkumu a vývoje. JIC, sídlící v Medlánkách v Brně v Českém technologickém parku, zprostředkovává propojení univerzit a vědecko-výzkumných institucí s podnikatelskou sférou, s cílem maximalizovat přínos výzkumu a vývoje na regionální a národní úrovni. 

## Vznik
JIC vzniklo v roce 2003 jako zájmové sdružení právnických osob. Členy sdružení jsou Jihomoravský kraj, statutární město Brno, Masarykova univerzita, Vysoké učení technické v Brně, Mendelova univerzita v Brně a Veterinární univerzita Brno.
JIC provozuje v Brně tři podnikatelské inkubátory (technologický inkubátor JIC INTECH, biotechnologický inkubátor JIC INBIT a také třetí inkubátor, JIC INMEC, zaměřený na pokročilé materiály a technologie) a kreativní hub KUMST.

## Činnost
JIC je správcem dvou technologických inkubátorů fungujících v areálu Vysokého učení technického v Brně a Biotechnologického inkubátoru v areálu univerzitního kampusu v Brně-Bohunicích. Od roku 2020 provozuje také kreativní hub KUMST v centru Brna.
JIC pomáhá inovačním firmám, studentům s originálními nápady, výzkumným pracovníkům a vynálezcům. K podnikatelům, kteří začínali v inkubátorech JIC, patří například Václav Muchna, spolumajitel firmy Y Soft. Ten získal titul Začínající podnikatel roku 2006 České republiky v soutěži vyhlašované společností Ernst & Young.

## Ocenění
JIC zvítězil v roce 2010 v národním kole mezinárodní soutěže Evropské ceny za podnikání a reprezentoval Českou republiku v evropském kole soutěže v kategorii „Cena za rozvoj podnikatelského prostředí“. V závěru roku 2011 JIC získalo 3. místo v mezinárodní soutěži The Best Incubator Award v kategorii nejlepší mezinárodně zapojený inkubátor za rok 2011.

## Dceřiné společnosti
JIC má tři dceřiné společnosti: Intemac Solution, která provozuje výzkumné centrum INTEMAC, JIC VENTURES a FabLab Brno.

### INTEMAC
Výzkumné centrum INTEMAC v Kuřimi pomáhá firmám při výzkumu a vývoji v oblasti obráběcích strojů, výrobní techniky a všeobecného strojírenství.

### JIC Ventures
JIC VENTURES byla založena v roce 2015 s cílem investovat do současných i bývalých účastníků programů JIC. Společnost investicemi v řádek stovek tisíc až jednotek milionů korun podporuje rychlejší rozvoj prověřených firem. Úspěšně zhodnocené podíly následně plánuje využívat k podpoře dalších klientů JIC. Do firem investuje sama nebo s dalšími investory. První investice JIC VENTURES putovala do firmy GINA Software výměnnou za 3% podíl. GINA Software vyvíjí mapový systém pro mobilní zařízení, který umožňuje navigaci v náročném terénu, koordinaci týmů a efektivní výměnu geografických informací.

### FabLab Brno
FabLab je otevřená digitální dílna v Českém technologickém parku v Brně, která vznikla v roce 2017. Společnost FabLab Brno byla založena roku 2022.